# Stadtarchiv Malchow

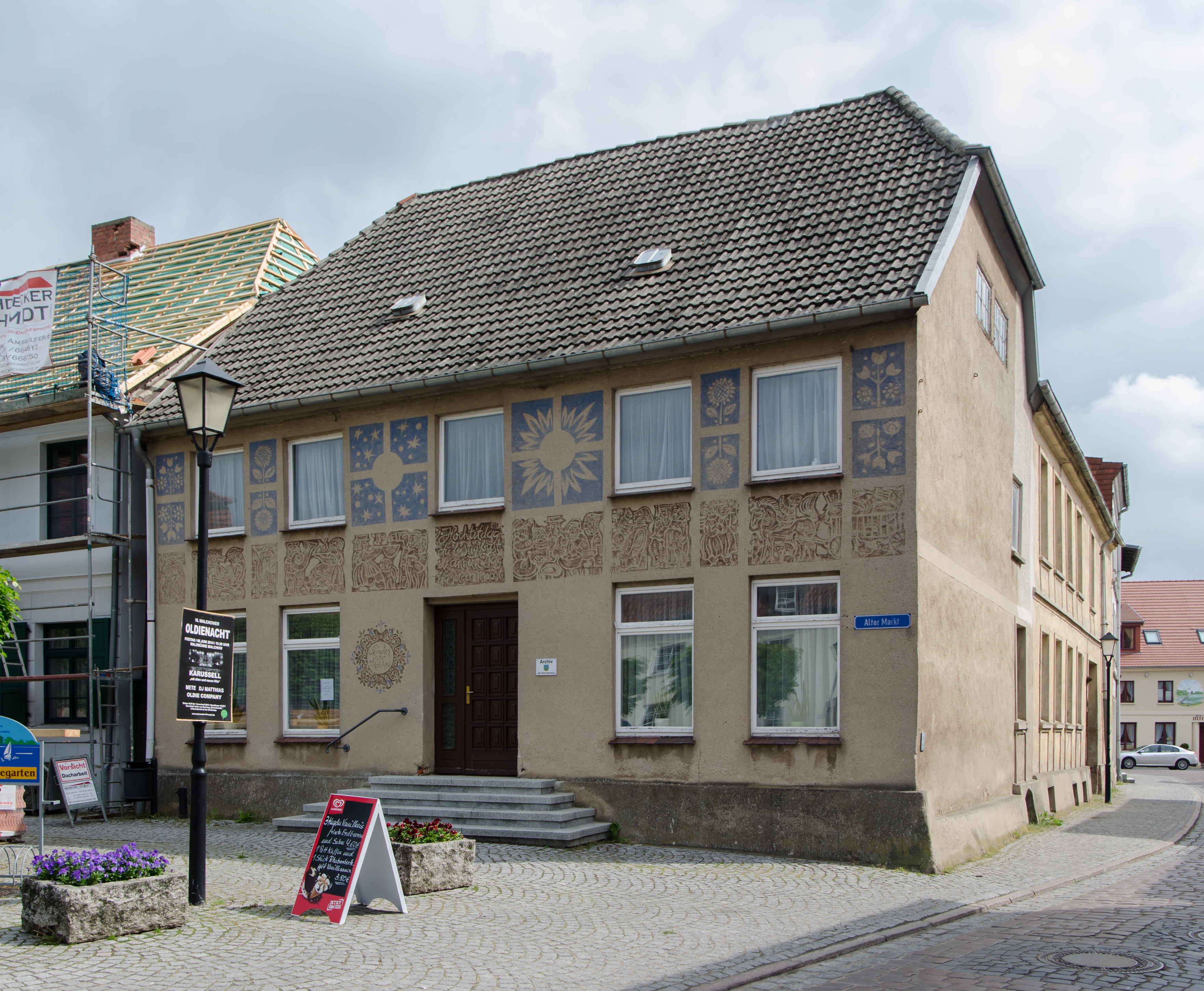
Archiv Malchow

Das Stadtarchiv Malchow befindet sich seit 2009 am Alten Markt Nr. 5 in Malchow im Süden von Mecklenburg-Vorpommern. Das Gebäude steht unter Denkmalschutz.

## Geschichte
Der zweigeschossige verputzte Gebäude mit einem Krüppelwalmdach wurde 1867 als Wohnhaus gebaut. Danach wurde es als Lebensmittelladen, Rathausgaststätte sowie als Bibliothek genutzt. Es besteht heute aus Vorderhaus und zwei Flügelbauten. 1987 wurde das Haus saniert. Von 1987 bis 2007 war hier das Standesamt. Markant sind die Malereien und Inschriften »Standesamt Malchow« und »Hochtitdag, du lustig bist, de annern Dag, du folgen moost«, welche seine frühere Nutzung aufzeigen und das folgende Ehejoch.
Seit 2009 ist hier das Stadtarchiv, das sich seit 1994 im Aufbau befand. Zu den Beständen des Stadtarchives gehören u. a. Schul-, Gerichts- und Kirchenakten sowie Akten zur Familien- und Personengeschichte. Die digitalisierten Bestände der 67 Bände des Malchower Tageblatts und das Findbuch können online eingesehen werden.

Ein Arbeitskreis Stadtgeschichte von 1994 arbeitet mit dem Archiv zusammen und gibt zu wichtige Themen der stadtgeschichtlichen Entwicklung Hefte und Kurzfassungen heraus.
In unmittelbarer Nachbarschaft befindet sich am Platz das Rathaus Malchow. 2023 wurde das Stadtarchiv für einen Film zum „Polizeirevier Westend“ kurzzeitig umgestaltet.